# Lucien Massart
Pour les articles homonymes, voir Massart.
Lucien Massart, né en 1908 et mort en 1988, est un spécialiste de l'enzymologie animale et végétale. 
Il fut professeur[évasif] et reçut le prix Francqui.